# Ovambanderu

Kahimemua Nguvauva, zweiter traditioneller Führer der Ovambanderu von 1880 bis 1896

Die Ovambanderu (auch Mbanderu) sind ein Clan der Herero in Namibia und im äußersten Westen Botswanas. Sie bilden als Grüne Flagge eine der drei Hauptgruppen der Herero. Sie sprechen Otjiherero. Laut Volkszählung 2023 gibt es knapp 12.600 Ovamabanderu.

## Etymologie
Erste Theorien gingen davon aus, dass mbanderu so viel wie „Menschen des Röhricht“ bedeutet. Mbandu steht dabei für Menschen, oruu für Röhricht/Ried. Heute verbreitet ist die Theorie, dass mbanderu etwa Krieger der Vergangenheit bedeutet.

## Geschichte
Im 19. Jahrhundert migrierten die Ovambanderu gen Süden und erreichen das Kaokoveld und Ovamboland. Dort wurden sie in Kämpfe mit den bereits dort lebenden Herero verwickelt, so dass die Ovambanderu weiter gen Süden und Südosten zogen. Sie siedelten vor allem um Okakarara. Im Rahmen der ersten Auseinandersetzungen mit der Schutztruppe für Deutsch-Südwestafrika und dem Völkermord an den Herero und Nama wurden die Ovambanderu bis an den Boteti im Betschuanaland vertrieben.
Seit 1990 sind die Ovambanderu eine anerkannte traditionelle Gemeinschaft und werden von einem traditionellen Führer geleitet. Seit dem 1. April 2022 ist Eben Nguvauva ihr König (Omutize Uotjihavero). 2018 wurden die Hoveka als eigenständige traditionelle Verwaltung mit Sitz in Eiseb anerkannt. Sie stellen eine traditionelle Erblinie der Ovambanderu dar.